# Зумрад
Зумрад — радянський художній фільм 1961 року, знятий на кіностудії «Таджикфільм».

## Сюжет
Таджицька дівчина на ім'я Зумрад, зустрічає дівчину Гульчин, яка як виявилося закохана в Джаміля, якого любить Зумрад. Гульчин просить розповісти Зумрад про Джаміля. І Зумрад оповідає свою гірку історію, про розчарування в чоловікові Кадирові, про те як пішла з дому з донькою на руках, і про перше кохання до Джаміля.

## У ролях
- Тамара Кокова — Зумрад
- Сталіна Азаматова — Гульчин, агроном
- Туфа Фазилова — Холсіно
- Якуб Ахмедов — Кадиров
- Аслі Бурханов — голова колгоспу
- Махмуджан Вахидов — Шаріф
- Т. Ішанходжаєв — Джаміль
- Абдульхайр Касимов — Джураєв
- А. Нурматов — Сафаров
- Абдусалом Рахімов — декан
- Маліка Калантарова — епізод
- Софія Туйбаєва — епізод
- Усман Салімов — епізод

## Знімальна група
- Режисери: Олександр Давідсон, Абдусалом Рахімов
- Сценаристи: Мухамеджан Рабієв, Олександр Петровський, Олександр Давідсон
- Оператор: Олександр Панасюк
- Композитор: Шарофіддін Сайфіддінов
- Художник: К. Полянський